# Eccellenza Marche 2013-2014
Il campionato italiano di calcio di Eccellenza regionale 2013-2014 è il ventitreesimo organizzato in Italia. Rappresenta il sesto livello del calcio italiano.

## Stagione

### Aggiornamenti
Inizialmente il torneo prevedeva la partecipazione di 16 squadre. A fronte di nessuna retrocessione dalla Serie D, vennero promosse dalla Promozione le debuttanti Castelfidardo e Vismara e il Montegiorgio che ritornava per la prima dal 2009-10 in Eccellenza. Furono necessari dunque ben tre ripescaggi, quelli delle debuttanti Portorecanati e Folgore Falerone che in estate mutò il proprio nome in Folgore Falerone Montegranaro e si trasferì a giocare le gare interne a Montegranaro, oltre a quello del Trodica che ritornava nel massimo torneo regionale per la prima volta dal 1992-93. I piani del comitato regionale vennero ancora una volta sconvolti durante l'estate. Il verdetto finale sul caso Corridonia-Cagliese della stagione precedente giunse solamente a estate inoltrata e la società rossoverde ottenne la riapertura dei termini per il ripescaggio, risultando davanti in classifica a chi aveva già ricevuto tale privilegio. Infine per la terza volta nella storia, la seconda nel giro di cinque stagioni, la Sambenedettese fallì e ripartì dall'Eccellenza. Il torneo fu dunque disputato da 18 società.
La formazione rivierasca sbaragliò ancora una volta la concorrenza ottenendo il terzo successo in altrettante partecipazioni. Il Castelfidardo approfittò di un calo finale della Biagio Nazzaro per evitare gli spareggi regionali e vinse quelli nazionali ottenendo una seconda promozione consecutiva.
In coda caddero con largo anticipo sia Cagliese che Monturanese per le quali si aprì un periodo di grave crisi che le porterà nel giro di pochi anni rispettivamente in Seconda Categoria e alla scomparsa. L'Elpidiense Cascinare ritornò in Promozione perdendo il playout che fu fatale anche al Pagliare.

## Squadre partecipanti
| Club                          | Città                         | Stadio                                                         | Stagione 2012-2013       |
| ----------------------------- | ----------------------------- | -------------------------------------------------------------- | ------------------------ |
| Biagio Nazzaro                | Chiaravalle (AN)              | Stadio Comunale di Chiaravalle                                 | 2° in Eccellenza Marche  |
| Cagliese                      | Cagli (PU)                    | Stadio Comunale di Cagli                                       | 15° in Eccellenza Marche |
| Castelfidardo                 | Castelfidardo (AN)            | Stadio Nuovo Comunale                                          | 1° in Promozione Marche  |
| Corridonia                    | Corridonia (MC)               | Stadio Sigismondo Martini                                      | 12° in Eccellenza Marche |
| Elpidiense Cascinare          | Sant'Elpidio a Mare (FM)      | Stadio Vincenzo Ciccalè                                        | 11° in Eccellenza Marche |
| Folgore Falerone-Montegranaro | Falerone e Montegranaro (FM)  | Stadio La Croce di Montegranaro                                |                          |
| Forsempronese                 | Fossombrone (PU)              | Stadio Comunale di Fossombrone                                 |                          |
| Grottammare                   | Grottammare (AP)              | Stadio Pirani                                                  | 10° in Eccellenza Marche |
| Montegiorgio                  | Montegiorgio (FM)             | Stadio Giuliano Tamburrini                                     |                          |
| Monturanese                   | Monte Urano (FM)              | Stadio Comunale di Monte Urano                                 | 14° in Eccellenza Marche |
| Pagliare                      | Spinetoli (AP)                | Campo Sportivo Cooperativa "Oasi" ex Ama                       | 8° in Eccellenza Marche  |
| Portorecanati                 | Porto Recanati (MC)           | Stadio Comunale Vincenzo Monaldi                               |                          |
| Sambenedettese                | San Benedetto del Tronto (AP) | Stadio Riviera delle Palme                                     | 1° in Serie D (gir.F)    |
| Tolentino                     | Tolentino (MC)                | Stadio della Vittoria                                          | 6° in Eccellenza Marche  |
| Trodica                       | Morrovalle (MC)               | Stadio San Francesco                                           |                          |
| Urbania                       | Urbania (PU)                  | Stadio Comunale di Urbania                                     | 13° in Eccellenza Marche |
| Vigor Senigallia              | Senigallia (AN)               | Stadio Goffredo Bianchelli                                     | 9° in Eccellenza Marche  |
| Vismara                       | Pesaro                        | Stadio Giovanni Spadoni (Montecchio di Sant'Angelo in Lizzola) | 2° in Promozione Marche  |

## Classifica
|  | Pos. | Squadra                       | Pt | G  | V  | N  | P  | GF | GS | DR  |
|  | ---- | ----------------------------- | -- | -- | -- | -- | -- | -- | -- | --- |
|  | 1.   | Sambenedettese                | 89 | 34 | 28 | 5  | 1  | 81 | 27 | +54 |
|  | 2.   | Castelfidardo                 | 75 | 34 | 23 | 6  | 5  | 61 | 22 | +39 |
|  | 3.   | Biagio Nazzaro                | 59 | 34 | 17 | 8  | 9  | 63 | 50 | +13 |
|  | 4.   | Tolentino                     | 53 | 34 | 13 | 14 | 7  | 50 | 36 | +14 |
|  | 5.   | Urbania                       | 52 | 34 | 13 | 13 | 8  | 42 | 30 | +12 |
|  | 6.   | Trodica                       | 52 | 34 | 14 | 10 | 10 | 47 | 39 | +8  |
|  | 7.   | Folgore Falerone Montegranaro | 52 | 34 | 14 | 10 | 10 | 53 | 46 | +7  |
|  | 8.   | Montegiorgio                  | 51 | 34 | 14 | 9  | 11 | 50 | 40 | +10 |
|  | 9.   | Portorecanati                 | 50 | 34 | 14 | 8  | 12 | 54 | 45 | +9  |
|  | 10.  | Vismara                       | 42 | 34 | 10 | 12 | 12 | 36 | 36 | 0   |
|  | 11.  | Grottammare                   | 41 | 34 | 11 | 8  | 15 | 32 | 40 | -8  |
|  | 12.  | Vigor Senigallia              | 40 | 34 | 9  | 13 | 12 | 35 | 44 | -9  |
|  | 13.  | Corridonia                    | 38 | 34 | 9  | 11 | 14 | 31 | 44 | -13 |
|  | 14.  | Forsempronese                 | 37 | 34 | 10 | 7  | 17 | 36 | 55 | -9  |
|  | 15.  | Pagliare                      | 33 | 34 | 7  | 12 | 15 | 32 | 49 | -17 |
|  | 16.  | Elpidiense Cascinare          | 31 | 34 | 7  | 10 | 17 | 39 | 62 | -23 |
|  | 17.  | Monturanese                   | 21 | 34 | 3  | 12 | 19 | 32 | 64 | -32 |
|  | 18.  | Cagliese                      | 16 | 34 | 4  | 4  | 26 | 26 | 71 | -45 |

Legenda:

      Promossa in Serie D 2014-2015

      Ammessa ai play-off nazionali.

      Retrocesse in Promozione 2014-2015 ai play-out.

      Retrocessa in Promozione 2014-2015 subito.
Note:

Tre punti a vittoria, uno a pareggio, zero a sconfitta.
In caso di arrivo di due o più squadre a pari punti, la graduatoria verrà stilata secondo la classifica avulsa tra le squadre interessate che prevede, in ordine, i seguenti criteri:
- Punti negli scontri diretti
- Differenza reti negli scontri diretti
- Differenza reti generale
- Reti realizzate in generale
- Sorteggio
- A campionato in corso, in attesa degli scontri diretti, dopo la differenza reti generale e le reti realizzate in generale, è considerato l'ordine alfabetico.

## Risultati

### Tabellone
|                            | B.N | CAG | CAS | COR | ELP | FOL | FOR | GRO | MON | MON | PAG | POR | SAM | TOL | TRO | URB | VIG | VIS |
| Biagio Nazzaro Chiaravalle |     | 3-2 | 1-2 | 3-0 | 3-3 | 1-0 | 1-0 | 2-0 | 1-1 | 1-0 | 0-1 | 1-2 | 1-4 | 0-0 | 3-2 | 3-0 | 3-1 | 4-2 |
| Cagliese                   | 1-5 |     | 1-2 | 3-0 | 1-1 | 1-2 | 3-2 | 0-2 | 1-2 | 1-1 | 1-0 | 3-2 | 0-2 | 1-2 | 0-1 | 2-2 | 1-3 | 0-2 |
| Castelfidardo              | 3-0 | 3-0 |     | 0-0 | 1-0 | 0-1 | 1-0 | 0-0 | 1-1 | 3-2 | 4-0 | 1-0 | 2-1 | 1-0 | 2-0 | 0-1 | 5-1 | 1-1 |
| Corridonia                 | 2-3 | 3-2 | 0-2 |     | 1-1 | 1-0 | 1-2 | 1-1 | 2-2 | 0-0 | 1-0 | 0-0 | 0-3 | 0-1 | 0-2 | 1-1 | 1-0 | 3-1 |
| Elpidiense Cascinare       | 2-2 | 0-1 | 1-3 | 0-3 |     | 1-1 | 0-1 | 0-1 | 3-1 | 1-0 | 0-0 | 1-2 | 1-2 | 1-2 | 1-1 | 1-5 | 2-2 | 2-1 |
| Folgore Falerone           | 1-1 | 2-0 | 0-2 | 2-1 | 4-2 |     | 2-0 | 3-3 | 1-1 | 2-0 | 3-0 | 3-3 | 2-2 | 1-1 | 0-3 | 2-0 | 2-1 | 2-0 |
| Forsempronese              | 2-4 | 3-2 | 1-0 | 1-0 | 0-0 | 2-3 |     | 1-0 | 0-2 | 2-2 | 2-2 | 0-0 | 1-3 | 2-3 | 1-3 | 0-0 | 1-1 | 2-0 |
| Grottammare                | 0-2 | 1-0 | 1-5 | 1-1 | 3-1 | 1-2 | 0-1 |     | 1-2 | 2-1 | 0-2 | 1-3 | 0-1 | 2-0 | 1-0 | 0-1 | 1-2 | 1-1 |
| Montegiorgio               | 3-1 | 2-0 | 1-4 | 1-0 | 4-1 | 3-4 | 3-1 | 0-0 |     | 1-2 | 0-0 | 0-2 | 0-1 | 1-2 | 2-0 | 2-0 | 3-0 | 1-1 |
| Monturanese                | 0-0 | 2-0 | 1-4 | 2-2 | 2-3 | 0-0 | 1-3 | 1-1 | 0-2 |     | 0-2 | 3-3 | 1-2 | 1-1 | 2-2 | 0-1 | 3-1 | 0-1 |
| Pagliare                   | 1-1 | 3-1 | 2-2 | 2-0 | 0-2 | 0-0 | 0-2 | 0-1 | 4-3 | 0-0 |     | 4-3 | 0-1 | 0-4 | 1-2 | 1-1 | 1-1 | 2-4 |
| Portorecanati              | 2-1 | 2-1 | 0-1 | 0-2 | 1-1 | 2-1 | 5-0 | 0-1 | 2-1 | 5-0 | 1-0 |     | 0-2 | 0-0 | 2-3 | 3-0 | 1-1 | 0-0 |
| Sambenedettese             | 2-1 | 3-0 | 2-1 | 4-0 | 3-1 | 1-0 | 4-3 | 2-1 | 2-1 | 4-1 | 3-1 | 3-0 |     | 0-0 | 5-1 | 3-0 | 2-0 | 3-2 |
| Tolentino                  | 3-3 | 3-0 | 1-0 | 1-1 | 3-0 | 4-2 | 2-0 | 1-3 | 0-1 | 1-1 | 3-1 | 2-3 | 1-1 |     | 1-1 | 0-0 | 0-0 | 1-3 |
| Trodica                    | 2-3 | 3-0 | 1-0 | 1-0 | 1-0 | 0-0 | 4-0 | 1-2 | 1-3 | 1-0 | 0-0 | 2-1 | 1-1 | 1-3 |     | 0-0 | 0-0 | 1-1 |
| Urbania                    | 3-0 | 3-0 | 0-1 | 3-0 | 0-2 | 2-0 | 2-0 | 2-0 | 0-0 | 3-0 | 2-1 | 3-0 | 2-2 | 1-1 | 4-1 |     | 0-0 | 0-0 |
| Vigor Senigallia           | 3-2 | 1-0 | 0-1 | 0-0 | 5-1 | 2-1 | 0-0 | 0-0 | 2-0 | 2-0 | 1-1 | 0-2 | 2-3 | 1-1 | 0-5 | 0-0 |     | 2-0 |
| Vismara                    | 0-1 | 0-0 | 1-2 | 0-1 | 1-2 | 2-1 | 1-0 | 1-0 | 0-0 | 4-0 | 0-0 | 1-1 | 0-2 | 1-1 | 0-0 | 3-0 | 1-0 |     |

### Play-out
| Squadra 1     | Risultato   | Squadra 2            |
| ------------- | ----------- | -------------------- |
| Corridonia    | 2 - 0       | Elpidiense Cascinare |
| Forsempronese | 1 - 1 (dts) | Pagliare             |

| Corridonia 18 maggio 2014                          | Corridonia | 2 – 0 | Elpidiense Cascinare |  |
| \| \| \| \| \| Minella 30’, 68’ \| Marcatori \| \| |            |       |                      |  |
|                                                    |            |       |                      |  |
| Minella 30’, 68’                                   | Marcatori  |       |                      |  |

| Fossombrone 25 maggio 2014                                          | Forsempronese | 1 – 1 (d.t.s.)       | Pagliare |  |
| \| \| \| \| \| Cecchini 46’ \| Marcatori \| Menconi 90+1’ (aut.) \| |               |                      |          |  |
|                                                                     |               |                      |          |  |
| Cecchini 46’                                                        | Marcatori     | Menconi 90+1’ (aut.) |          |  |

### Verdetti finali
- Sambenedettese, e dopo play-off nazionali, Castelfidardo promossi in Serie D 2014-2015.
- Pagliare, Elpidiense Cascinare (dopo play-out), Cagliese e Monturanese retrocesse in Promozione Marche 2014-2015.